# Karolos Papoulias
Tiến sĩ Karolos Papoulias (tiếng Hy Lạp: Κάρολος Παπούλιας) (sinh ngày 4 tháng 6 năm 1929 - Ngày 26 tháng 12 năm 2021) là một chính trị gia Hy Lạp và là Tổng thống thứ bảy của Hy Lạp từ năm 2005 đến năm 2015. Ông đã từng là Bộ trưởng Bộ Ngoại giao 1985-1989 và một lần nữa từ 1993 đến năm 1996.

## Cuộc sống và gia đình
Karolos Papoulias sinh ra ở Ioannina. Papoulias là con trai của Thiếu tướng Gregorios Papoulias. Ông học luật tại Đại học Athena và các trường Đại học Milano, có một tiến sĩ về luật pháp quốc tế tư nhân từ Đại học Köln, và là hội viên của Viện Munich cho khu vực Đông Nam châu Âu. Ngoài tiếng Hy Lạp mẹ đẻ, ông cũng nói tiếng Pháp, tiếng Đức và tiếng Ý. Là một cựu vận động viên nhày sào và nhà vô địch bóng chuyền, Papoulias đã là Chủ tịch Hiệp hội thể thao quốc gia kể từ năm 1985. Ông cũng là một thành viên sáng lập và chủ tịch cho đến gần đây của Hiệp hội Di sản ngôn ngữ Hy Lạp.
Karolos Papoulias kết hôn với Maria Panou và có ba con gái.